# Indulis Bekmanis
Indulis Bekmanis (* 21. Februar 1989 in Riga, Lettische SSR, UdSSR) ist ein ehemaliger lettischer Radrennfahrer.

## Sportlicher Werdegang
Indulis Bekmanis gewann 2005 bei der Europäischen Jugendolympiade in Lignano die Silbermedaille im Einzelzeitfahren hinter dem Russen Jewgeni Kowaljow. In der Saison 2007 wurde er bei der ersten Etappe der Trofeo Karlsberg in Saarbrücken Zweiter und belegte am Ende in der Gesamtwertung den dritten Rang. 
2008 wurde Bekmanis Mitglied im lettischen Continental Team Rietumu Bank-Riga, für das er mit Unterbrechungen bis 2012 an den Start ging. 2009 wurde er Lettischer Meister im Einzelzeitfahren der U23, 2010 im Straßenrennen und im Einzelzeitfahren der U23. Seinen einzigen internationalen Erfolg erzielte er bei der Baltic Chain Tour 2011, bei der er die zweite Etappe für sich entschied und zwei Tage das Leader-Trikot trug.
Zur Saison 2013 wechselte Bekmanis zum Continental Team Alpha Baltic-Unitymarathons.com, für das er zwei Jahre fuhr. In dieser Zeit gelangen ihm keine zählbaren Erfolge, so dass ihm letztendlich der internationale Durchbruch nicht gelang. In den Ergebnislisten der UCI wird er letztmals in der Saison 2014 geführt.

## Erfolge
2009
- Lettischer Meister – Einzelzeitfahren (U23)

2010
- Lettischer Meister – Straßenrennen und Einzelzeitfahren (U23)

2022
- eine Etappe Baltic Chain Tour